# Anadelphia bigeniculata
Anadelphia bigeniculata är en gräsart som beskrevs av Clayton. Anadelphia bigeniculata ingår i släktet Anadelphia och familjen gräs. Inga underarter finns listade i Catalogue of Life.